# محمد عمر الزیر
محمد عمر الزیر (انگلیسی: Mohamed Omar El-Zeer؛ زادهٔ ۱۹۵۹) بازیکن فوتبال است.
وی همچنین در تیم ملی فوتبال مصر بازی کرده‌است.